# Skovkohvede
Skovkohvede eller Skov-kohvede (Melampyrum sylvaticum) er en 10-30 centimeter høj enårig urt af slægten kohvede (Melampyrum) og en halvsnylter. Den blomstrer fra juni til august.

## Egenskaber
Skovkohveden ligner almindelig kohvede og kan let forveksles med den. Blomsterne af skovkohvede er imidlertid betydeligt kortere, kun 6 til 9 millimeter, hvorimod blomster af den almindelige kohvede er 12 til 20 millimeter. Blomsten er også mere kompakt, rørformet og buet, mens den forlænges i den almindelige kohvede. Mens blomstens hals er åben, i den almindelige kohvede er den næsten lukket på skovkohvede. Farven på blomsterne er mørk til rødlig gul, mens den almindelige kohvede er hvidlig til gyldengul.

## Udbredelse
Skovkohveden er særlig udbredt i Skandinavien og det nordøstlige Europa, ellers i de højere bjerge i Europa. Også i Tyskland er den stort set begrænset til Alperne og højere lave bjergkæder. I Danmark findes den i lyse skove i Himmerland og Vendsyssel, på Nordvestdjursland, Vestsjælland og Bornholm. Den er i tilbagegang, og er regnet som en truet art på den danske rødliste